# Iñigo Ruiz de Galarreta
Iñigo Ruiz de Galarreta Etxeberria (Eibar, 6 de agosto de 1993) é um jogador de futebol profissional espanhol que atua como meio-campista no Athletic Bilbao.

## Carreira

### Athletic Bilbao
Ingressou na equipe juvenil do Athletic Bilbao aos nove anos proveniente do Ermua CD. Desde muito jovem, foi um dos jogadores mais promissores da sua geração, atraindo a atenção de várias equipes inglesas e espanholas. Em junho de 2010, venceu a Copa do Rei Juvenil contra um Real Madrid liderado por Carvajal, Lucas Vázquez e Pablo Sarabia. Durante a temporada 2010–11 continuou jogando no Juvenil A do Athletic, embora tenha disputado três amistosos com o time principal contra times da Biscaia, sob o comando de Joaquín Caparrós.
Com apenas 18 anos, durante a temporada 2011–12, foi promovido ao Bilbao Athletic, tendo disputado uma única partida com o Basconia. Além disso, Marcelo Bielsa o convocou para fazer a pré-temporada com o Athletic Bilbao. Depois de disputar o primeiro amistoso da pré-temporada contra o Alzira, Iñigo foi elogiado pelo técnico argentino. Ao final da pré-temporada, na qual disputou oito partidas, o técnico argentino decidiu dispensar Pablo Orbaiz para lhe dar uma vaga no time titular. Porém, durante a campanha disputou apenas uma jogo com a equipe titular que aconteceu no dia 14 de dezembro, no Parc des Princes contra o Paris Saint-Germain, pela Liga Europa.
No dia 19 de agosto de 2012 estreou na Primeira Divisão, no San Mamés, na derrota para o Betis por 5–3. No dia 21 de outubro, em partida com o Bilbao Athletic, sofreu uma lesão ligamentar no joelho esquerdo, que o fez perder o resto da temporada. Embora lesionado, em março de 2013, renovou seu contrato até junho de 2016.

### Empréstimos na Segunda Divisão
Na temporada 2013–14, foi emprestado ao Mirandés, da Segunda Divisão. No dia 8 de setembro marcou seu primeiro gol, que também serviu para dar a vitória contra o Real Madrid Castilla por 1–0, deixando os rojillos na liderança. No entanto, no dia 27 de outubro, sofreu novamente uma grave lesão, agora no ligamento cruzado anterior da perna direita. Na primavera de 2014 começou a treinar com o objetivo de estar preparado para a temporada seguinte. Depois de completar a pré-temporada, em agosto de 2014, foi emprestado ao Zaragoza, também da Segunda Divisão. Na equipe aragonesa foi titular durante quase toda a temporada, disputando 41 partidas, incluindo o play-off de promoção.
Em julho de 2015, regressou ao Athletic Bilbao, com o qual completou a pré-temporada, embora quase não tivesse minutos. Foi inscrito na lista para a fase de qualificação da Liga Europa da UEFA, com o número 28, mas acabou por ser emprestado ao Leganés, da Segunda Divisão, onde reencontrou vários ex-companheiros como Serantes, Bustinza e Guillermo. Apesar de ter conseguido a promoção à Primeira Divisão, Íñigo foi reserva na equipe de Madrid, com dois gols em 22 jogos.

### Numancia e Barcelona B
Em julho de 2016, Iñigo assinou pelo Numancia, da Segunda Divisão, após ter finalizado o contrato com o clube basco. Após ter disputado 38 partidas, foi eleito o melhor jogador da temporada pela equipe soriana. No dia 17 de julho de 2017, ele assinou pelo Barcelona B, que pagou os 700.000 euros da sua cláusula de rescisão. No dia 16 de maio de 2018, Iñigo estreou em um amistoso com o Barcelona na África do Sul, comandado por Ernesto Valverde. Iñigo foi substituído por Lionel Messi aos 73 minutos na partida contra o Mamelodi Sundowns. Com o time reserva blaugrana, foi titular, mas acabou rebaixado para a terceira divisão.

### Las Palmas e Mallorca
No dia 7 de agosto de 2018, foi oficializada a sua transferência para o Las Palmas, em troca de 500 mil euros mais 200 mil em variáveis. Na equipe amarela, Iñigo tornou-se reconhecido pela facilidade na recuperação de bolas. No dia 2 de setembro de 2019, assinou por quatro temporadas com o Mallorca, que pagou mais 500 mil euros, embora tenha ficado emprestado ao clube das Canárias por mais uma temporada. Assim, ingressou no time de Baleares no verão de 2020. No início, Iñigo enfrentou problemas físicos, mas foi conseguindo espaço dentre os titulares da equipe. No final da temporada 2020–21, ele conseguiu sua segunda promoção à Primeira Divisão. Em 20 de fevereiro de 2022, consolidou-se como titular, mas sofreu uma grave lesão no joelho esquerdo após uma entrada de Víctor Ruiz, do Betis. Depois de seis meses sem jogar, ele voltou em uma partida contra o Rayo Vallecano. Na temporada 2022–23, Iñigo continuou sendo uma presença constante nas escalações de Javier Aguirre.

### Retorno ao Athletic Bilbao
Em 7 de junho de 2023, após finalizar o contrato com o Mallorca, Iñigo teve o retorno ao Athletic Bilbao confirmado, com contrato de duas temporadas. Um mês depois, em 4 de julho, foi apresentado oficialmente em San Mamés. Em 5 de novembro, marcou seu primeiro gol, após um chute de fora da área, na vitória fora de casa contra o Villarreal por 3–2. No dia 6 de abril, foi titular na final da Copa do Rei contra o Mallorca, vencendo na disputa de pênaltis. Em sua primeira temporada disputou mais de trinta partidas pelo time de Ernesto Valverde.

### Seleção nacional
Foi convocado para categorias inferiores da Seleção Espanhola de Futebol, tendo disputado duas partidas com a seleção sub-19.

## Títulos
Athletic Bilbao
- Copa do Rei Juvenil: 2010[5]
- Copa do Rei: 2023–24[50]